# Shizuo Itō
Shizuo Itō (伊藤 静雄); 10 décembre 1906 à Isahaya - 12 mars 1953, est un poète japonais.
Itō étudie à l'Université de Kyōto et réside par la suite à Osaka en tant que professeur, dans l'arrondissement Nishinari-ku. Impressionné par la poésie de Friedrich Hölderlin et Rainer Maria Rilke, il publie en 1935 le recueil Wagahito ni ataeru aika qui le fait connaître comme poète. Sakutarō Hagiwara fait l'éloge de l'auteur comme « le dernier poète du Japon ». Avec Tatsuji Miyoshi, Chūya Nakahara et Michizō Tachihara, il anime la revue littéraire Shiki. Jusqu'à sa mort prématurée, il publie trois autres recueils de poésie ; un recueil de ses poèmes a été publié à titre posthume.
Il meurt de la tuberculose le 12 mars 1953 au centre médical national d'Osaka-sud (ja) à Kawachinagano. Sa ville d'origine de Nagasaki attribue un « prix Shizuo Itō » en son honneur, tandis que celle d'Isahaya a établi le comité Shizuo Itō pour la poésie.